# Strijd in Zeeland
De strijd in Zeeland is een episode in de Tweede Wereldoorlog in de periode van 10 tot 27 mei 1940, waarin Nederlandse, Franse en Belgische militairen weerstand boden aan de Duitse opmars in de provincie Zeeland.

## Situatie
Voor de verdediging van Zeeland waren in 1940 de Bathstelling nabij Bath, de Zanddijkstelling tussen Yerseke en Hansweert en de Eendrachtstelling op Tholen bezet. De haven van Vlissingen en haar logistieke voorzieningen diende als basis voor Nederlandse, Franse en Engelse oorlogsschepen in een wisselende samenstelling. De vliegvelden Vlissingen en Haamstede waren in gebruik als militaire vlieg-, respectievelijk als luchtwaarnemingsschool. Op het vliegkamp Veere lagen watervliegtuigen waarmee dagelijks verkenningen langs de kust werden gevlogen. De geschatte sterkteverhouding in Zeeland tussen de Duitse en de geallieerde troepen op 15 mei was naar schatting bijna 1:5. Daarbij zijn de Belgische troepen vanaf 19 mei niet meegerekend.

### Nederlandse troepen in Zeeland
De provincie Zeeland stond in zijn geheel afzonderlijk onder commando van de Commandant Zeeland (C.Z.), schout-bij-nacht Hendrik-Jan van der Stad, die rechtstreeks verantwoording verschuldigd was aan de opperbevelhebber, generaal Henri Winkelman. Op 10 mei 1940 waren de beschikbare eenheden van de C.Z. als volgt gelegerd:
| Eenheid | Locatie                                        |
| --- | ---------------------------------------------- |
| Landmachteenheden |                                                |
| Op Walcheren: |                                                |
| Staf Commandant Zeeland (C.Z.) | Middelburg                                     |
| 3-I-38 R.I.; 75 Peloton Lua | Verdediging vliegveld Vlissingen               |
| 1-II-38 R.I.; 73 & 74 Peloton Lua; 16 Batterij Lua (3 x 7,5 cm Vickers); 2e sectie zoeklichten                                                             | Verdediging haven Vlissingen                   |
| 76 Peloton Lua | Verdediging vliegkamp Veere                    |
| Detachement kustartillerie | Batterij Dishoek (3x 15 L 40)                  |
| | Batterij Westkapelle (3 x 12 L 40)             |
| | Batterij Oostkapelle (3 x 15 L 40)             |
| | Havenbatterij Vlissingen (3 x 7 L 40)          |
| Op Zuid-Beveland: |                                                |
| 14 G.B. | Bathstelling                                   |
| III-38 R.I.; I&III-40 R.I.; II-17 R.A. (3 x 7L40 ); III-17 R.A. (3 x 4 kanonnen 8 cm en twee beproevings-kanonnen 10L30); 109 Batterij Lua (3x 7 cm Krupp) | Zanddijkstelling                               |
| Op Tholen: |                                                |
| 1&2-I-38 R.I. | Eendrachtstelling                              |
| Op Schouwen Duiveland: |                                                |
| 3e Cie Bewakingstroepen, 162 Batterij Lua (3x 40 mm Bofors)                                                                                                | Verdediging vliegveld Haamstede                |
| In Zeeuws-Vlaanderen: |                                                |
| 3-II-38 R.I. | Verdediging haven van Breskens                 |
| 2-II-38 R.I. | Verdediging haven van Terneuzen                |
| II-40 R.I. | Beveiliging van de kust Retranchement-Breskens |
| 14 Res. G.C. | grensstreek West-Zeeuws-Vlaanderen             |
| 38 Res. G.C. | grensstreek Oost-Zeeuws-Vlaanderen             |
| Batterij Nieuwersluis (3 x 7 L 40) | Breskens                                       |
| Op Noord-Beveland: |                                                |
| niet bezet |                                                |

| Eenheid                 | Locatie |
| ----------------------- | --- |
| Marine-eenheden         | |
| Staf I-Marinebataljon   | Middelburg |
| 1-I Marine. Bat.        | Middelburg |
| 2-I Marine Bat.         | Westkapelle |
| 3-I Marine Bat.         | Dishoek |
| 4-I Marine Bat.         | Oostkapelle |
| Artillerieschepen       | Hr.Ms. Sumatra, Hr.Ms. Floris en Hr.Ms. Johan Maurits van Nassau |
| Mijnenleggers           | Hr.Ms. Hydra, Hr.Ms. van Meerlant, Hr.Ms. Bulgia, Hr.Ms. Vidar en Hr.Ms. Hulpmijnenvegers I en II                                                                                |
| Onderzoekingsvaartuigen | Hr.Ms. O.S. I, Hr.Ms. O.S. II, Hr.Ms. Bath I en Hr.Ms. Bath II |
| Bewakingsvaartuigen     | Hr.Ms. B.V. 30, Hr.Ms. B.V. 31, Hr.Ms. B.V. 32, Hr.Ms. B.V. 33, Hr.Ms. B.V. 34, Hr.Ms. B.V. 35, Hr.Ms. B.V. 36, Hr.Ms. B.V. 37, Hr.Ms. B.V. 38, Hr.Ms. B.V. 39 en Hr.Ms. B.V. 40 |
| Hospitaalschepen        | Hr.Ms. Luctor en Hr.Ms. Emergo en Schouwen |

Militaire autoriteiten gedurende de strijd in Zeeland:

 Schout-bij-Nacht Hendrik-Jan van der Stad

 Général Marcel Deslaurens

 Commander Peter Cazalet

 In Zeeuws-Vlaanderen: Generaal Maurice Keyaerts

 In Noord- en Midden-Zeeland: SS-Standartenführer Felix Steiner

 In Zeeuws-Vlaanderen: General Major Gerhard Kauffmann

## Duitse inval
Op 10 mei overschreden Duitse troepen ingevolge Fall Gelb de Nederlandse, Belgische, Luxemburgse en Franse grenzen. Vliegveld Souburg werd om 03:30 door Duitse vliegtuigen gemitrailleerd. Vliegveld Haamstede om 04:20 uur, waar bijna alle gestationeerde vliegtuigen werden vernield. Ook wierpen Duitse vliegtuigen in de vroege ochtend magnetische zeemijnen in zowel de Wester- als de Oosterschelde. In opdracht van de Commandant Zeeland (C.Z.) werd onmiddellijk begonnen om de voorgenomen inundaties uit te voeren. Verder werd ook de evacuatie van de bevolking van Zuid-Beveland ten oosten van de Zanddijkstelling opgedragen en begonnen met het in verzekerde bewaring stellen van Duitse en van verdachte personen.

## Bondgenoten
Al in 1939 had Frankrijk diplomatiek contact gezocht met Nederland en België om een militaire samenwerking tegenover Duitsland te overwegen. De bedoeling was om gezamenlijk een verdedigingsplan te maken, maar daar wilde de Nederlandse regering niets van weten. Men wilde neutraal blijven zoals tijdens de Eerste Wereldoorlog. Frankrijk ging toch verder met voorbereidingen om bij Duitse agressie buiten de landsgrenzen te kunnen optreden. Bij het uitbreken van de vijandelijkheden werd onmiddellijk besloten tot uitvoering van het plan Hypothèse Hollande. Daarover bestond dus geen formele overeenkomst met Nederland, maar de komst van de Franse troepen op 10 mei werd onmiddellijk bondgenootschappelijk gedoogd. In de namiddag kwam de Franse gemotoriseerde Groupement Beauchesne in Zeeuws-Vlaanderen aan. Bij die gelegenheid werden verkenningseenheden van meerdere infanteriedivisies en van het legerkorps samengevoegd en bij Breskens en Walsoorden over de Westerschelde gevaren. Op 11 mei waren ze in westelijk Noord-Brabant.
Volgens Hypothèse l’Escaut moest gelijktijdig de Westerscheldemonding worden versterkt met troepen. Met die opdracht betrok het verkenningsbataljon van de 68me Division d’Infanterie (68 D.I.) in de namiddag van 10 mei posities aan de West-Zeeuws-Vlaamse kust. In Vlissingen ontscheepten in de loop van die avond de eerste Franse troepen onder leiding van de infanteriecommandant van de divisie, Général de Brigade Mary Durand.
Het gemotoriseerde gedeelte van de 60 D.I arriveerde in de nacht van 10 op 11 mei in Oost-Zeeuws-Vlaanderen onder leiding van Général Marcel Deslaurens. Dat moest voorkomen dat de Belgen bij gelegenheid Zeeuws-Vlaanderen zouden annexeren.
Ondertussen had de Franse marine de kustbewaking naar het noorden uitgebreid, inclusief de Belgische kust, West-Zeeuws-Vlaanderen en Walcheren. Deze werden deel van de sector van de marinecommandant Duinkerken van de Franse Contre Amiral Charles Platon.
De Engelse militaire hulp bestond uit het sturen van een vernielingsploeg onder leiding van Commander (Cdr.) Peter Cazalet. De demolition party arriveerde tegen de middag van 10 mei in Vlissingen aan boord van HMS Verity om zo nodig te helpen met het vernielen van kustgeschut, haveninstallaties, olievoorraden, sluizen, bruggen, enz.

## Vluchtende Peeltroepen
Vanaf 11 mei trokken gedemoraliseerde troepen van de Peel-Raamstelling bij duizenden Zuid-Beveland binnen. De aanblik van de vluchtende troepen, de wanorde en de verhalen over hun belevingen ondermijnden in hoge mate het moreel van de troepen in Zeeland. Anderzijds maakten ze niet de indruk verslagen te zijn. Om demotivering onder de verdedigers te voorkomen, bracht men de uitgeweken soldaten onder aan de westzijde van het Kanaal door Walcheren. Ook kwamen duizenden Nederlandse soldaten vanuit Noord-Brabant via België in Zeeuws-Vlaanderen aan.

## Zeeland vecht door
Na het bombardement op Rotterdam op 14 mei capituleerde Nederland met uitzondering van Zeeland, omdat de Franse troepen er nog in gevecht waren met Duitse eenheden. Er was onbegrip over het vertrek van de Koningin en de Regering naar Londen. Ook de commissaris van de Koningin was vertrokken. Zonder medeweten van de Staten van Zeeland was Johan Quarles van Ufford in de loop van de avond van 14 mei met zijn gezin in Oostburg aangekomen om daar, naar eigen zeggen, het provinciaal bestuur onbelemmerd voort te kunnen zetten. Al op 12 mei had de Commandant Zeeland (C.Z.) zijn troepen in Midden-Zeeland overgedragen aan gén. de brig. Durand en de troepen in Zeeuws-Vlaanderen aan gén. Deslaurens. Op 16 mei stak ook hij de Westerschelde over en vestigde zich in Breskens. Zijn staf bleef in Middelburg achter met de strikte opdracht om niets over zijn vertrek bekend te maken.

## De Duitse aanvallers
Met de opmars door Midden-Zeeland werd het SS-Regiment “Deutschland” (SS-Rgt. “D”) belast onder leiding van SS-Standartenführer (SS-Staf.) Felix Steiner met twee infanteriebataljons, een verkenningsbataljon en een aantal ondersteunende eenheden. Daarnaast kon de regimentscommandant rekenen op één, later twee extra artillerieafdelingen. Het 2e bataljon (II-SS-Rgt. “D”) werd ingezet om samen met een mitrailleurbataljon en enige ondersteunende eenheden Schouwen Duiveland en Tholen in te nemen. Het regiment maakte deel uit van de SS-Verfügungsdivision van SS-Gruppenführer Paul Hausser die zijn staf ook op Zuid-Beveland vestigde. De andere twee regimenten van zijn divisie waren elders ingezet. Met gevechtservaring opgedaan in Polen, zou de eenheid met gemotiveerde soldaten een geduchte tegenstander blijken. Echter als aanvallers en door hun getalsminderheid zouden zij, mede door roekeloosheid relatief grote verliezen lijden.

## Strijd op Zuid-Beveland

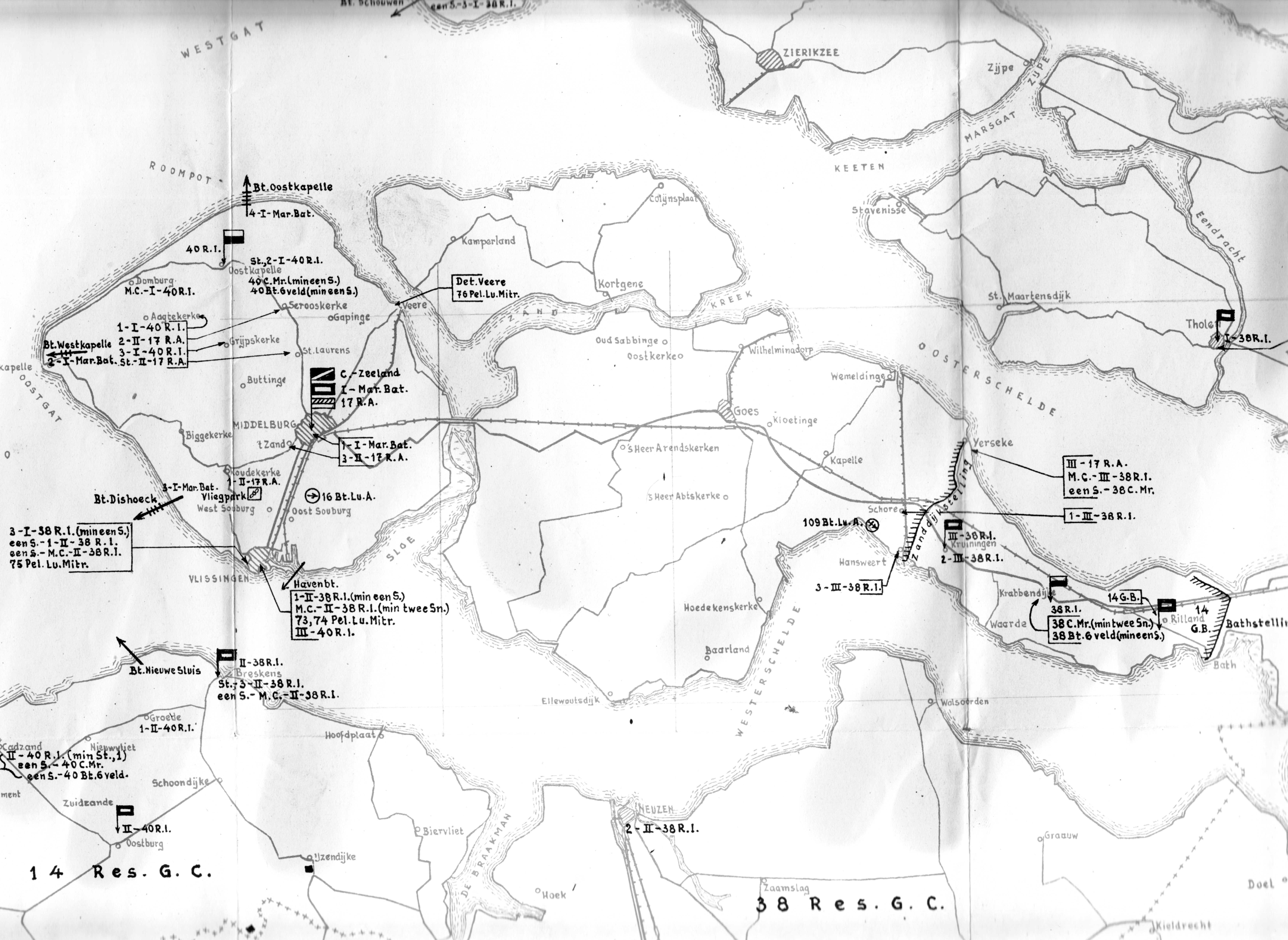
Militaire situatie in Midden-Zeeland op 10 mei 1940

Na de capitulatie van Nederland besloot de Duitse legerkorpscommandant om ook de C.Z. tot capitulatie te bewegen. Een ultimatum daartoe omvatte de inzet van sterke land- en luchtwapens en de capitulatievoorwaarden als dreigement bij het verdere verloop van de Duitse opmars door Zeeland. In de nacht van 14/15 mei zocht de parlementair vanaf Woensdrecht vergeefs contact. Lopend in de nachtelijke uren bleek het gebied ontruimd, waarna werd afgezien van verdere onderhandelingen. Aan het mislukken werden geen consequenties verbonden. Gedurende de eerste oorlogsdagen werd de druk op de Nederlandse troepen steeds groter. Geruchten over gelande parachutisten waren de oorzaak dat voortdurend patrouilles werden uitgezonden en talrijke wachtposten bemand. Overdag werden de stellingen verder uitgebouwd terwijl Duitse vliegtuigen bijna dagelijks bommen afwierpen en laag over de grond de stellingen mitrailleerden. De voortdurende inzet van de soldaten en psychische druk was de oorzaak dat zij nog nauwelijks aan rust toekwamen. In de vroege ochtend van 15 mei begon de Duitse opmars door Zeeland.

### Bathstelling
De Bathstelling bij Bath in oostelijk Zuid-Beveland werd bezet door het 14 Grensbataljon (14 G.B.) met twee tirailleurcompagnieën en een ondersteuningscompagnie. De ondersteuning door zwaardere wapens was minimaal; luchtafweergeschut ontbrak geheel. Artilleriesteun zou geleverd worden door twee marineschepen die echter niet beschikbaar bleken. Anderzijds was de stelling voorzien van betonnen opstellingen en veldversterkingen, terwijl het voorterrein grotendeels was geïnundeerd. Het doel van de stelling was om de naderende vijand als voorpost te verkennen en om tijdwinst te behalen.
In de namiddag van 14 mei verscheen een Duitse patrouille in het voorterrein en omstreeks 18:00 begon de Duitse artillerie de stellingen onder vuur te nemen. Onder druk van de bestaande situatie ontstonden gaandeweg massale deserties, waaronder ook twee compagniescommandanten. Om 19:30 werden opnieuw Duitse verkenningseenheden gezien waarna complete eenheden met gedemoraliseerde Nederlandse soldaten hun stellingen verlieten. Een sterke aanval was op dat moment nog niet te verwachten, maar op grond van de zorgelijke meldingen van de bataljonscommandant omstreeks 20:00 werd besloten de stellingen te ruimen. In de loop van de nacht konden de Duitse troepen ongehinderd de Bathstelling doorschrijden.

### Zanddijkstelling

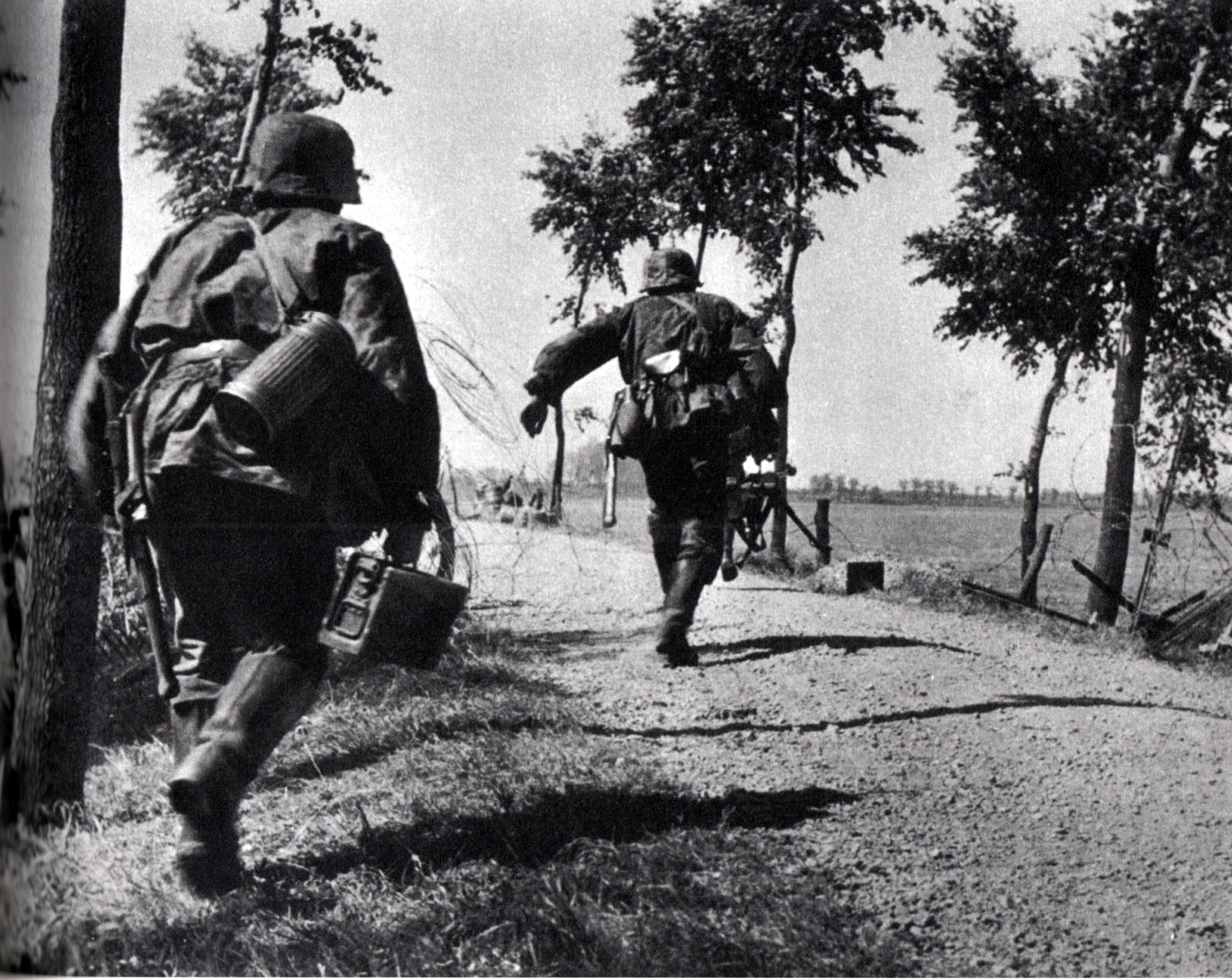
Een Duitse mitrailleurploeg bij de prikkeldraadversperring van de Zanddijkstelling

De Zanddijkstelling tussen Yerseke en Hansweert werd verdedigd door drie bataljons; het 1e en 3e bataljon van het 40 Infanterieregiment (I&III-40 R.I.) en III-38 R.I. Verder was er artillerieondersteuning door de 2e en 3e afdeling van het 17 Artillerieregiment (II&III-17 R.A.). Ook hier was artillerieondersteuning toegezegd door Nederlandse marineschepen, maar bij ontstentenis werden twee Engelse en een Franse torpedobootjager en ook de mijnenlegger Hr.Ms. Hydra ingezet. Ook de Zanddijkstelling was gedurende de mobilisatiedagen uitgebouwd en het voorterrein geïnundeerd.
Na de Duitse doorbraak van de Bathstelling ging het 3e bataljon (III.SS-Rgt “D”) in de opmars en stuitte omstreeks 06.00 uur in de ochtend van 15 mei tegen de Zanddijkstelling. De voertuigen en het zwaardere materiaal werden vervolgens achtergelaten in een poging door te breken door het geïnundeerde noordelijk gedeelte van de Zanddijkstelling. Daarbij werden de aanvallers sterk gehinderd door ingegraven mijnen in de bermen. Ondertussen werden de stellingen van de verdedigers door jagers beschoten en ook gebombardeerd, zodat ook hier massale deserties plaatsvonden door gedemotiveerde en door slaapgebrek vermoeide soldaten en hun meerderen. In de namiddag werd ook het I.SS-Rgt “D” ingezet die langzaam doordrukte aan beide zijden van de spoorlijn. Tegen de avond van 15 mei kwam ook de Zanddijkstelling zonder strijd in Duitse handen.

### Kanaalstelling
Op 13 mei besloot de commandant van het 7e Franse Leger om Zuid-Beveland te versterken zodat Duitse troepen er geen basis konden vormen voor een aanval op de Oost-Zeeuws-Vlaamse kust, in de rug van de Belgische verdediging. Nog diezelfde dag kreeg gén. Deslaurens, de commandant van de 60 D.I. in Oost-Zeeuws-Vlaanderen opdracht om daarvoor een versterkt regiment af te staan. De opzet was om achter de Zanddijkstelling met het 271 Régiment d’Infanterie (271 R.I.) een nieuwe verdedigingslijn te maken aan de oostzijde van het Kanaal door Zuid-Beveland, tussen Wemeldinge en Hansweert. In de loop van de ochtend van 14 mei werd het verkenningsbataljon van de 60 D.I. vanuit Terneuzen naar Hoedekenskerke overgevaren met de opdracht om de bestaande situatie te verkennen en te beoordelen. Door gebrek aan scheepsruimte duurde het daarna de gehele dag om het regiment en al het materiaal over te zetten. De verplaatsingen naar hun posities achter het kanaal onder leiding van kolonel Marinus Guihard, de infanteriecommandant van de 60 D.I., verliep tot in de nachtelijke uren. Het I-271R.I. diende de zuidelijke en het II-271 R.I. de noordelijke sector ter verdediging in te richten. Het III-271 R.I. kwam in reserve westelijk van Kapelle. Eenmaal aangekomen op hun locaties achter het kanaal volgde tegenorder op tegenorder. Wellicht omdat de actie door tijdgebrek niet was voorbereid, maar dat had wel tot gevolg dat de verdediging door de onduidelijke situatie niet uitgebouwd kon worden. In de ochtend van de volgende dag, op 16 mei, opende de Duitse artillerie het vuur op de Franse soldaten in hun half afgemaakte schuttersputten. Gelijktijdig werden de stellingen vanuit de lucht gebombardeerd. Tijdens de paniek die ontstond, gelukte het de Duitse infanterie om over het kanaal te komen bij de sluizen bij Hansweert en om 08:30 ook over de half vernielde spoorbrug en de Postbrug. Van daaruit zetten zij in rap tempo hun opmars in westelijke richting voort. Een tegenaanval om 10:30 nabij Biezelinge mislukte, waarna besloten werd terug te trekken tot achter de Sloedam op Walcheren.

## Strijd op Tholen

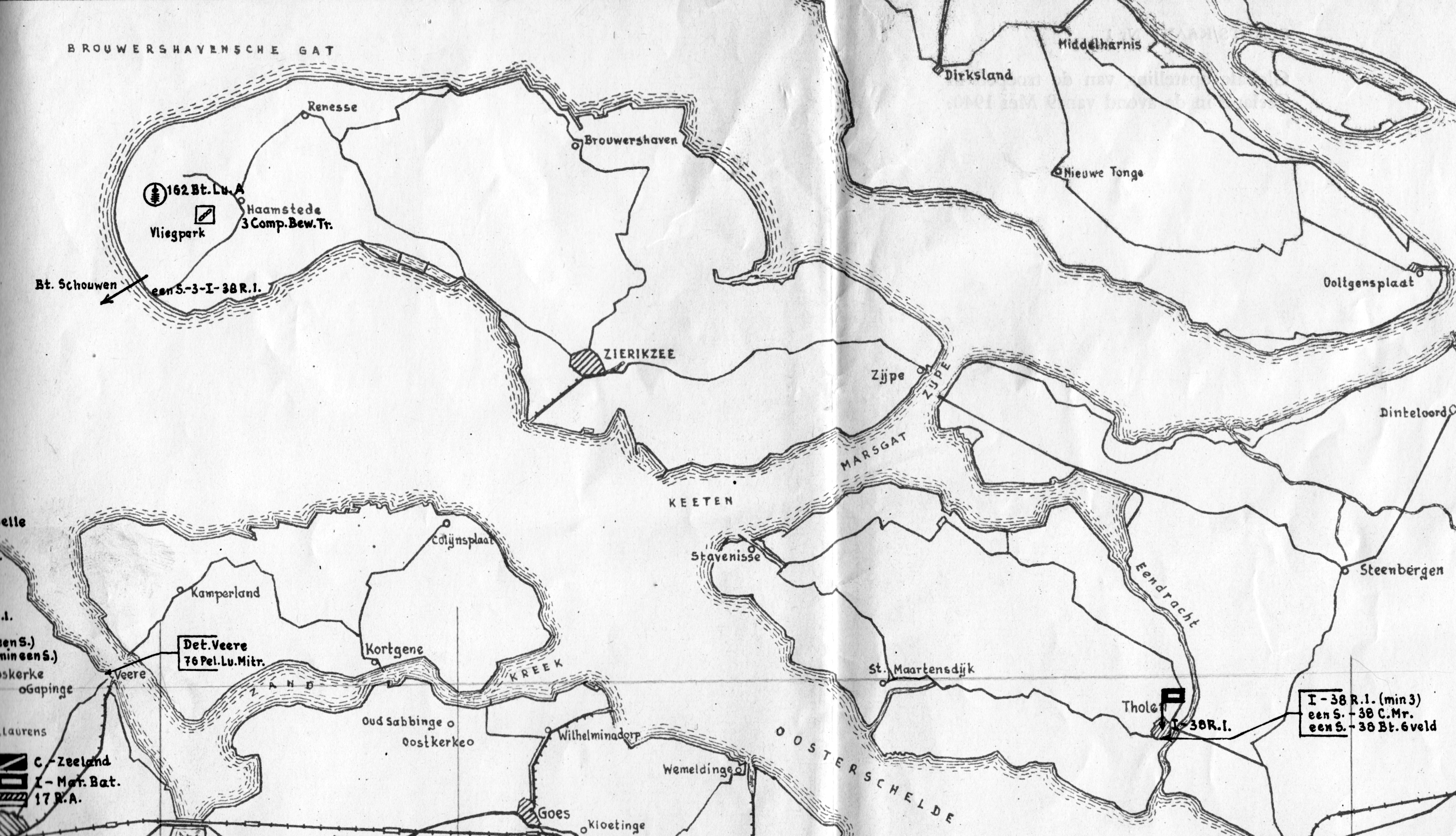
Militaire situatie op 10 mei in Noord-Zeeland

Het eiland Tholen werd destijds aan de oostzijde afgesloten door het slikkengebied de ‘Eendracht’. Aan de westzijde van die geul hadden twee tirailleurcompagnieën en een ondersteuningscompagnie van I-38 R.I. posities ingenomen. De opdracht was om de vijand de toegang tot het eiland Tholen te ontzeggen om daarmee de noordelijke flank van de Zanddijkstelling te beveiligen. Ook hier waren inundaties gesteld zodat alleen de hoger gelegen weg Tholen-Halsteren over de ‘Eendracht’ begaanbaar was. Op 13 mei werd de brug daarover opgeblazen. Voor de aanval op Tholen waren aan Duitse zijde een aantal specifieke eenheden samengevoegd die eigenlijk niet voor een dergelijke taak bedoeld waren. Het eerste vuurgevecht ontstond in de namiddag van 15 mei bij het naderen van een Duitse verkenningspatrouille. In de vooravond werd een aanval afgeslagen. Een inderhaast aangevoerde Duitse artillerieafdeling nam tegen het middaguur van de volgende dag de stellingen onder vuur, waarna in overleg met de waarnemend C.Z. besloten werd om de stellingen te ruimen, omdat de Zanddijkstelling verloren was gegaan. Omstreeks 16:00 kwam een nieuwe Duitse aanval op gang en kon de ‘Eendracht’ zonder tegenstand doorschreden worden. Ongeveer de helft van de verdedigers kon ontkomen naar Schouwen Duiveland.

## Strijd op Schouwen Duiveland
De verdediging van het eiland Schouwen-Duiveland was geconcentreerd rondom het vliegveld Haamstede en bestond uit een bewakingscompagnie en een luchtdoelbatterij. Gedurende de eerste oorlogsdagen werd het vliegveld regelmatig aangevallen door Duitse jagers en bommenwerpers. Na de val van de Bathstelling werd het zwaartepunt van de eilandverdediging gelegd aan de zuidoostzijde van Duiveland. Dat werd mogelijk door de komst van uitgeweken Peeltroepen en op 16 mei ook door uitgeweken verdedigers van Tholen en van de Zanddijkstelling. Die dag werd het eiland voor het eerst beschoten door Duitse artillerie en nam in de avond in hevigheid toe. Omstreeks 04:15 in de vroege ochtend van 17 mei viel de II-SS-Rgt “D” in stormboten en pontons aan over de Zijpe. Er werd weinig tegenstand geboden, zodat Schouwen Duiveland al tegen 13:00 in Duitse handen kwam.

## Strijd op Walcheren
Walcheren en Zuid-Beveland waren destijds door een slikkengebied van elkaar gescheiden. De 800 meter lange Sloedam was de enige verbinding tussen de eilanden en een makkelijk te verdedigen terreindeel. In de namiddag van 16 mei werd de Sloedam door Franse troepen in staat van verdediging gebracht in een poging de Duitse opmars door Midden-Zeeland te stuiten. Met die opdracht werd gén. Deslaurens belast, de commandant van de 60 D.I. Deze had kort daarvoor het bevel gekregen over alle troepen op Walcheren en Zuid-Beveland nadat gén. de brig. Durand wegens disfunctioneren uit zijn functie was ontheven. Vanaf Veere, met het uitzicht op de slikkengebied van het Veerse Gat, hadden delen van het I Marine Bataljon posities in weerstandsnesten betrokken. Aan de Walcherse kant van de Sloedam was de verdediging in de diepte uitgebouwd door drie Franse bataljons (II&III-224 R.I. en de resten van het 271 R.I.). Meer naar het zuiden had de 14 Reserve Grenscompagnie uit West-Zeeuws-Vlaanderen zich ingegraven. In de loop van de avond kwam het tot een eerste treffen toen Duitse verkenners de Sloedam naderden.

### De Sloedam
Ingevolge hun opdracht maakten de aanvallers zich in de ochtend van 17 mei gereed om hun opmars door Zeeland voort te zetten. De legerleiding ging er op dat moment van uit dat Vlissingen in de loop van de avond in Duitse handen zou zijn. Maar omdat de bruggen over het Kanaal door Zuid-Beveland waren vernield, stagneerde de aanvoer van de ondersteunende wapens en dat was de reden dat de aanval om 09:20 door III.SS-Rgt. “D” mislukte. Bij een tweede poging werd omstreeks 11:30 de westzijde van de dam bereikt, maar liep daar vanwege heftige tegenstand vanachter de dijken opnieuw vast. Om het verzet te breken besloot de Duitse regimentscommandant, SS-Staf. Steiner zijn drie artillerieafdelingen in te zetten. De intensieve beschietingen op de Franse stellingen aan de oostzijde van Walcheren werden de oorzaak van een beginnende vlucht; in de loop van de middag gevolgd door complete eenheden op basis van geruchten. Gelijktijdig werden bommenwerpers ingezet om achtergelegen Franse en Nederlandse artillerieopstellingen en troepenconcentraties aan te vallen.

### Middelburg in brand
De geplande Franse terugtocht vanaf de Sloedam naar Vlissingen was aanvankelijk in de nacht van 17/18 mei voorzien en zou in het bijzonder worden gedekt door een batterij zwaar zeegeschut dat bij Breskens stond opgesteld. Dat liep anders vanwege de heftige Duitse beschietingen. Omstreeks 15:30 werd het bevel gegeven terug te trekken nadat was gebleken dat veel verdedigers waren gevlucht. Kort daarop kwam de derde Duitse aanval op gang en konden de geruimde Franse opstellingen zonder verzet doorschreden worden. De Franse terugtocht naar Vlissingen verliep intussen in grote wanorde. Daarbij bleek de batterij bij Breskens niet in staat de gevraagde artilleriesteun te verlenen. Het gevolg was dat Middelburg als oversteekplaats over het Kanaal door Walcheren, ter bescherming van de linkerflank, enkele keren werd beschoten. Door gebrek aan brisantgranaten werden daarvoor noodgedwongen granaten tegen zeedoelen gebruikt. Dat type veroorzaakten bij een treffer veel hitte zodat het centrum op tientallen plaatsen was gaan branden. Omdat de bevolking was geëvacueerd ontbrak het aan hulp om de vele brandhaarden te bestrijden, zodat de binnenstad grotendeels uitbrandde.

## Capitulatie
Zowel de terugtrekkende Franse troepen als de oprukkende Duitse eenheden gebruikten het Kanaal door Walcheren als flankbeveiliging bij hun terugtocht/opmars om Vlissingen te bereiken. Beiden hadden er geen belang bij om Middelburg bezet houden of in te nemen en dat is ook niet gebeurd. Na overleg met de Franse Contre Amiral Platon liet de waarnemend C.Z. omstreeks 18:00 de witte vlag in Middelburg uithangen ten teken te willen capituleren. Een deel van de Franse troepen kon via Vlissingen over de Westerschelde naar Breskens ontkomen met achterlating van grote hoeveelheden materieel. Er kwamen bij benadering 2000 Franse en 6000 Nederlandse soldaten in Duitse krijgsgevangenschap waarvan de laatsten merendeels gevluchte soldaten waren van de Peeldivisie. In de avond van 17 mei werden in Vlissingen de capitulatievoorwaarden tussen de waarnemend C.Z., Luitenant-Kolonel Karel en SS-Staf. Steiner besproken. Zeeuws-Vlaanderen bleef daarvan uitgesloten.

## Gebeurtenissen op Noord-Beveland
Bij het uitbreken van de vijandelijkheden waren er geen troepen op Noord-Beveland gelegerd. Maar omdat de Franse gén. de brig. Durand gevaar zag in de ongedekte noordflank, besloot de C.Z. het eiland alsnog te versterken. Op 14 mei werd een groot detachement gevormd van uitgeweken genisten van de Peeltroepen om stellingen te bouwen bij Kats en Colijnsplaat, elk voor een tirailleurcompagnie. In de nachtelijke uren van 14/15 mei werd vanuit Breskens een tirailleurcompagnie aangevoerd van II-38 R.I. en bij Colijnsplaat ingezet. Ter versterking van het eiland aan de noordzijde werden daarnaast nog eens twee compagnieën met uitgeweken Peeltroepen overgevaren, aangevuld met enige ondersteunende eenheden voor Kats en Wissekerke. Nadat de Kanaalstelling op Zuid-Beveland op 16 mei verloren was gegaan, werd vanaf die dag ook de zuidkust bewaakt. Bij die gelegenheid kreeg de commandant van II-38 R.I., tevens eilandcommandant, te maken met een grote toestroom van uitgeweken soldaten uit de Bath- en de Zanddijkstelling met een totaal gebrek aan vechtlust.
Bij de capitulatie van Walcheren was ook Noord-Beveland inbegrepen. Daarover werd de eilandcommandant op 18 mei geïnformeerd door de waarnemend C.Z. in gezelschap van een Duitse kapitein voor het afwikkelen van de capitulatieafspraken.

## Gebeurtenissen in Zeeuws-Vlaanderen

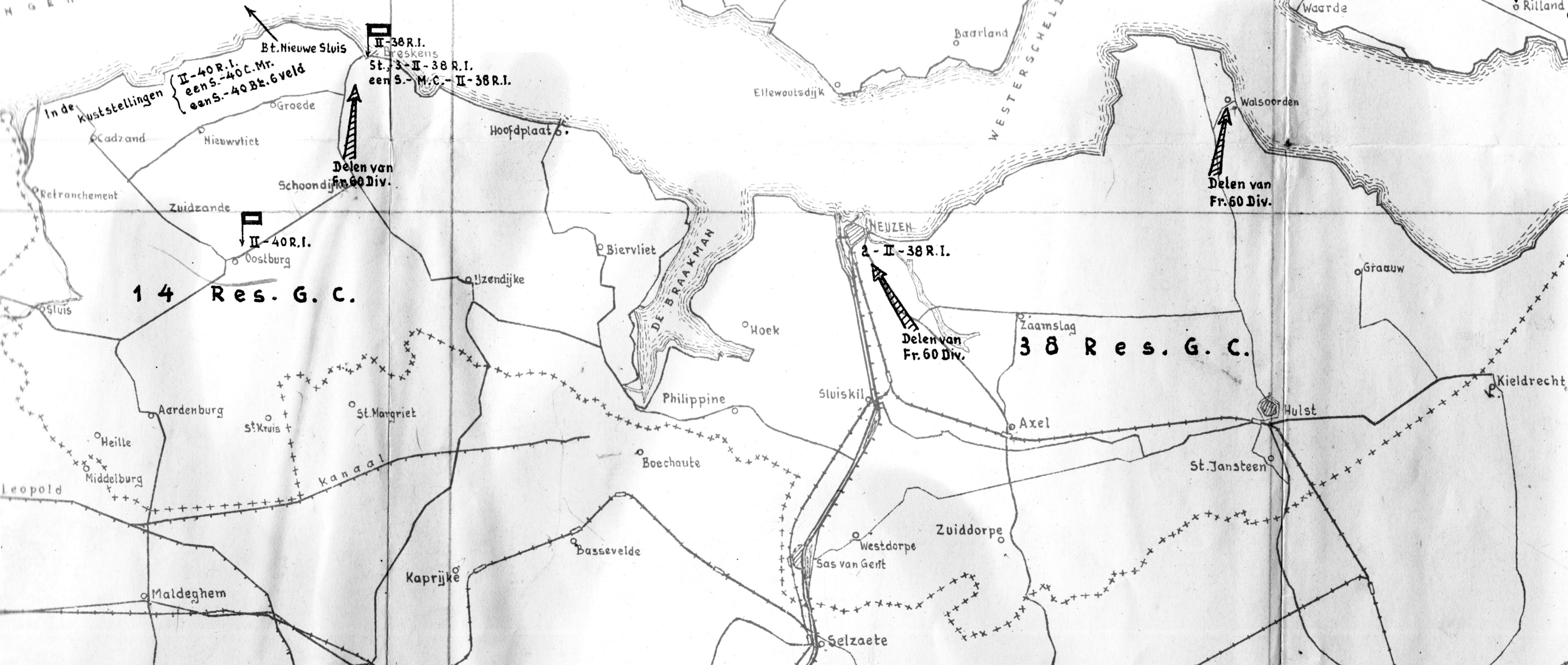
Militaire situatie in Zeeuws-Vlaanderen op 10 mei 1940

Gedurende de mobilisatie werd de kuststrook tussen Retranchement en Breskens in Zeeuws-Vlaanderen bezet door II-40 R.I. en enige ondersteunende eenheden die er waren gelegerd in barakken. Met zicht op de Wielingen was in het duinengebied nabij Breskens daarenboven een kustbatterij van 7,5 cm opgesteld. Ter beveiliging van zowel de haven van Breskens als van Terneuzen waren tirailleurcompagnieën van het II-38 R.I. in versterkingen ondergebracht. Verder stonden er aan de grens met België in West-Zeeuws-Vlaanderen wachtposten van de 14 Reserve Grenscompagnie (14 Res. G.C.) en in Oost-Zeeuws-Vlaanderen posten van de 38 Res. G.C.
In het kader van de bondgenootschappelijke hulp arriveerde in de namiddag van 10 mei een Frans verkenningsbataljon van de 68 D.I. (gén. Maurice Beaufrère), eveneens met de opdracht om kuststrook te beveiligen tussen Retranchement en Breskens. Het bezetten van de kuststrook vanaf Breskens tot en met Terneuzen werd een taak van de 60 D.I. van gén. Marcel Deslaurens. Die ontstane situatie maakte nader overleg noodzakelijk. Op 12 mei werd besloten om de Nederlandse troepen onder Frans bevel te stellen, waarmee de verdediging van Zeeuws-Vlaanderen een Franse en later een Belgische onderneming werd. Ondertussen werd ook Zeeuws-Vlaanderen overspoeld door duizenden uitgeweken Nederlandse soldaten van de Peeldivisie die via België aankwamen. Aanvankelijk werden deze doorgestuurd naar Walcheren, maar vanaf 15 mei in de streek hergroepeerd.

### Strijd in Oost-Zeeuws-Vlaanderen
Op 13 mei werd aan Franse zijde besloten om de gehele Zeeuws-Vlaamse kuststrook te bezetten met het oog op mogelijke Duitse landingen over de Westerschelde. Als gevolg daarvan hergroepeerde de 60 D.I. zich langs Scheldekust in Oost-Zeeuws-Vlaanderen, terwijl de kuststrook in West-Zeeuws-Vlaanderen nu geheel voor rekening kwam van de 68 D.I. De Braakman vormde de grens tussen de beide divisies. De volgende dag kreeg de commandant van de 60 D.I. een aanvullende opdracht die inhield om met een versterkt regiment achter het Kanaal door Zuid-Beveland een nieuwe verdediging in te richten. Vanwege de dramatische militaire ontwikkelingen besloot het Belgische opperbevel tezelfdertijd om het bestaande front in België in te korten en terug te trekken achter de Schelde bij Antwerpen en achter de Dijle. De verdediging van de noordflank werd opgedragen aan het Belgische cavaleriekorps.
Toen op 19 mei bleek dat een tegenaanval op een gevormd Duits bruggenhoofd nabij de voetgangerstunnel in Antwerpen was mislukt, werd besloten een nieuwe verdedigingslijn te betrekken achter het Kanaal van Gent naar Terneuzen. Aangekomen in Oost-Zeeuws-Vlaanderen nam de 2e cavaleriedivisie (2 C.D.) van Kolonel G. Serlez de kustposities in Oost-Zeeuws-Vlaanderen over van de Franse 60 D.I. De 1 C. D. van Generaal Joseph Beernaert trok zich langzaam terug vanaf Kallo en betrok een dag later de voorgenomen posities in de sector Terneuzen – Sluiskil. De 17e Belgische infanteriedivisie (17 I.D.) sloot daar op aan tot Sas van Gent en de 6 I.D. van Sas van Gent tot Zelzate. Alles bij elkaar waren er op dat moment zowat 60.000 Belgische soldaten in Zeeuws-Vlaanderen gelegerd. De Duitse opmars door Oost-Zeeuws-Vlaanderen kwam moeizaam op gang vanwege de grote problemen bij de bruggenbouw over de Schelde.
Pas in de ochtend van 22 mei konden de eerste delen van de 256 Infanteriedivision (256 I.D.) van Generaal-majoor (Gen.Maj.) Gerhard Kauffmann de Schelde oversteken. In de namiddag raakte de brug zwaar beschadigd, zodat de opmars opnieuw veel vertraging opliep. Ondanks de kwetsbare positie op dat moment kreeg het verkenningsbataljon van de divisie opdracht om geheel Oost-Zeeuws-Vlaanderen op vijandelijke aanwezigheid te zuiveren. Het optreden van de verkenners had zeker niet de opzet om de strijd aan te gaan met de meer dan tienvoudige overmacht waaronder twee cavaleriedivisies. Het bleef bij enige schermutselingen. Ondertussen bereidde de 256 I.D. zich voor om de volgende dag op drie plaatsen nabij Zelzate het kanaal over te steken. Het succes daarvan was mede de reden dat het Belgische cavaleriekorps in de nacht van 24 en op 25 mei de stellingen achter het kanaal los liet en de terugtocht aanvaardde door West-Zeeuws-Vlaanderen.

### Strijd in West-Zeeuws-Vlaanderen
In de late avond van 17 mei werden in grote wanorde ongeveer 1800 Franse soldaten in Breskens ontscheept. Onder achterlating van hun transportmiddelen en zwaardere wapens ontkwamen zij aan krijgsgevangenschap in Vlissingen. Pas toen bleek de omvang van het debacle. Ook de zware mobiele marinebatterij bij Breskens was niet meer inzetbaar, omdat zij hun munitiewagens hadden leeggeschoten op Walcheren. Bijgeval kreeg de batterijcommandant opdracht om alle schepen in de haven van Breskens tot zinken te brengen. De opdracht kwam van Capitaine de Vaisseau Gonet, de commandant dan de kustverdediging België. Een reden werd niet genoemd. Z’n 60 schepen, waaronder alle vissersschepen en de veerboten ‘Prins Willem I’, ‘Prins Hendrik’, ‘Prinses Juliana’ en de ‘Oosterschelde’ gingen verloren. Gedurende de strijd in Midden-Zeeland hadden de beide Franse divisies ondertussen een derde van hun sterkte verloren. De verbittering daarover en het aanzien van de vele duizenden gedemoraliseerde Nederlandse soldaten in West-Zeeuws-Vlaanderen was de aanleiding tot een gesprek tussen gén. Beaufrère en S.b.N. van der Stad. Het gesprek vond plaats op 19 mei in Oostburg waar werd afgesproken om alle nog in West-Zeeuws-Vlaanderen aanwezige Nederlandse troepen als overbodig te verplaatsen naar België en Frankrijk. Nog diezelfde dag, om 19:30, verliet II-14 R.I. als laatste Nederlandse eenheid soeverein grondgebied.
Vanwege de Duitse militaire successen in Frankrijk werd op 21 mei besloten om de twee Franse divisies in West-Zeeuws-Vlaanderen, die inmiddels onder Belgisch bevel waren gekomen, geleidelijk terug te trekken. De bedoeling was om achter de kanalen tussen Maldegem en Zeebrugge in België alvast een nieuwe verdedigingslijn te vormen. Vermoeid door de vele voetmarsen verdween enige dagen later de laatste Franse soldaat uit West-Zeeuws-Vlaanderen zonder daar een schot gelost te hebben. Aan de vele zinloze verplaatsingen kwam voorlopig geen einde. In hun plaats kwam de 2 C.D die als reserve achter het kanaalfront in de dorpen werd gelegerd. Tijdens hun verblijf werden de Franssprekende soldaten onder de bevolking beducht vanwege de vele begane wandaden. Lang duurde die situatie niet, want al in de nacht van 25 mei werden de posities achter het kanaal losgelaten, mede als gevolg van de Duitse doorbraak bij Zelzate. De 1 C.D. trok zich daarna langzaam in oostelijke richting terug, terwijl talrijke brug- en wegvernielingen werden uitgevoerd. Achter het Afwateringskanaal van Sluis naar Cadzand werden nieuwe posities ingenomen. Op 27 mei verliet de laatste Belgische soldaat bij Retranchement de regio. Een dag later capituleerde het Belgische leger.

## Nederlandse soldaten in de verdrukking
De Nederlandse krijgsgevangenen in Midden-Zeeland werden aanvankelijk ondergebracht in een krijgsgevangenenverzamelplaats in Goes. De duizenden Nederlandse soldaten die eerder in Zeeuws-Vlaanderen een onderkomen had gevonden, waren vanaf 16 mei opnieuw gegroepeerd en doorgestuurd naar België en Frankrijk. Uiteindelijk ontstonden verzamelplaatsen in Boulogne, Calais, Duinkerken, De Panne en Oostende. Daar bestond weinig begrip voor de vele ongewapende moedeloze soldaten die bovendien voor behoorlijk wat overlast zorgden. Op 20 mei vertrok de ‘Pavon’ omstreeks 21:30 vanuit Duinkerken met ongeveer 1430 Nederlandse militairen aan boord met, naar men dacht, Cherbourg als bestemming. Een uur later werd het schip door een vliegtuigbom geraakt, waarbij veel dodelijke slachtoffers vielen en brand ontstond. In de paniek sprongen velen in zee en verdronken. De kapitein kon het brandende schip bij Oye-Plage op het strand zetten. Na de capitulatie van België en later ook van Frankrijk, keerden de uitgewekenen terug naar het inmiddels gedemobiliseerde Nederland.